# Référendum de 2020 sur les primaires ouvertes en Floride
Un Référendum de 2020 sur les primaires ouvertes a lieu le 3 novembre 2020 en Floride. La population est amenée à se prononcer sur un amendement constitutionnel d'initiative populaire, dit Amendement 3, visant à inscrire dans la constitution de l’État que les primaires des élections organisées au niveau de l'État doivent avoir lieu sous la forme de primaires ouvertes. Dans ce système, l'ensemble des différents candidats de tous les partis s'affrontent lors d'une primaire unique, et seuls les deux candidats arrivés en tête se qualifient pour les élections d'une circonscription donnée. Il est par conséquent possible que les deux candidats en question appartiennent au même parti.
En Floride, les amendements constitutionnels requièrent pour être valides d'être approuvés au cours d'un référendum par une majorité qualifiée de 60 % des suffrages exprimés.
La proposition est approuvée à une large majorité, mais insuffisante pour franchir le quorum et valider le résultat du scrutin.

## Résultats
| Choix                     | Votes      | %     | Quorum |
| ------------------------- | ---------- | ----- | ------ |
| Pour                      | 5 864 468  | 57,03 | 60 %   |
| Contre                    | 4 410 768  | 42,97 |        |
|                           |            |       |        |
| Votes valides             | 10 265 236 | 92,11 |        |
| Votes blancs et invalides | 879 619    | 7,89  |        |
| Total                     | 11 144 855 | 100   |        |
| Abstention                | 3 297 014  | 22,83 |        |
| Inscrits/Participation    | 14 441 869 | 77,17 |        |